# Museo Nacional Alinari de la Fotografía
El Museo Nacional Alinari de la Fotografía (en idioma italiano : Museo nazionale Alinari della fotografia) era un museo especializado en fotografía italiana  situado en el «Hospital de San Pablo» en la plaza de Santa María Novella en Florencia.
El museo fue inaugurado en 1985 con su sede en el Palazzo Rucellai y con el nombre de Museo de Storia della Fotografia Fratelli Alinari en honor a los Hermanos Alinari. En 1998 se creó la fundación Fratelli Alinari (Fondazione per la storia della Fotografia) y en 2006 se trasladó a su última ubicación. Fue el primer museo dedicado exclusivamente a la fotografía en Italia. Cerró sus puertas en 2014.
Además de organizar exposiciones, la institución también participaba en la conservación y restauración de originales, con cerca de 350.000 fotografías originales realizadas por diferentes procesos como copia a la albúmina, colodión húmedo, gelatino-bromuro, calotipos, daguerrotipos y ambrotipos estereoscópicos.
El museo recibió diversas donaciones y legados que se han añadido a la de la de los hermanos Alinari. Con ellas se dispone de obras representativas de los siglos XIX y XX de artistas como Robert Anderson, Vincenzo Balocchi, Carlo Baravalle, Felice Beato, Alphonse Bernoud, Samuel Bourne, Bill Brandt, Roger Fenton, Frédéric Flacheron, Wilhelm von Gloeden, Paul Graham, Robert Mac Pherson, Carlo Mollino, Carlo Naya, Mario Nunes Vais, Domenico Riccardo Peretti Griva, Giuseppe Primoli, Roberto Rive, James Robertson, Giorgio Sommer y Giuseppe Wulz.